# Massively Multiplayer Online First Person Shooter
Massively Multiplayer Online First Person Shooter, förkortat MMOFPS, är en datorspelsgenre som blandar first person shooter-genren med MMOG-genren. World War II Online, Planetside och Planetside 2, Dust 514 och War Rock är exempel på speltitlar som mer eller mindre implementerar MMOFPS-konceptet.